# Market Square

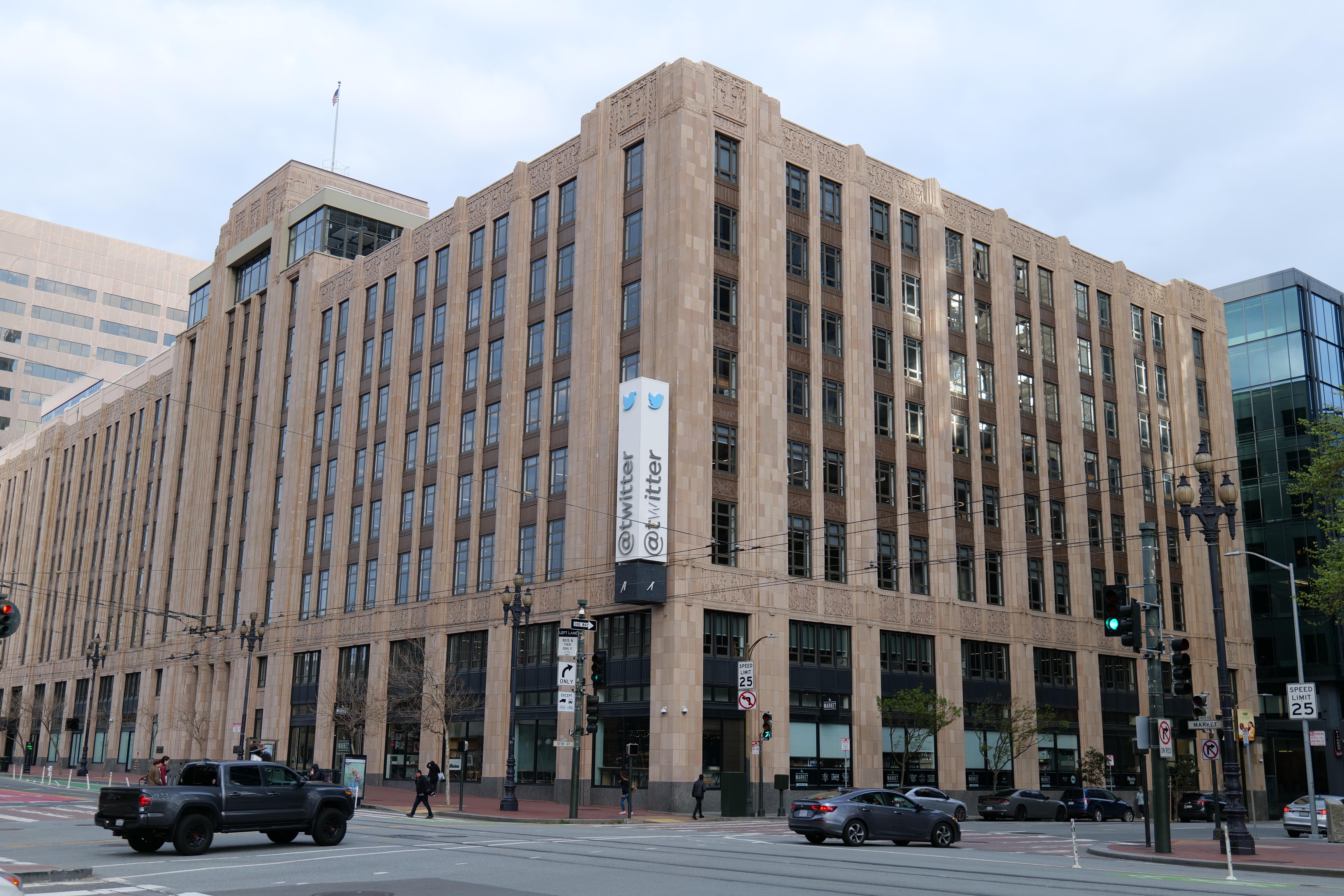
Budynek w maju 2023

Market Square (dawniej Western Furniture Exchange and Merchandise Mart, San Francisco Mart) – budynek w stylu art déco w dzielnicy Mid-Market w San Francisco, w Kalifornii w Stanach Zjednoczonych. Znajduje się przy 1355 Market Street, został zbudowany w 1937 roku i pierwotnie służył jako salon wystawowy dla sprzedawców detalicznych i hurtowych w branży meblarskiej. Na początku XXI wieku budynek przeszedł gruntowną przebudowę, a dziś jest najbardziej znany jako siedziba X Corp., właściciela serwisu społecznościowego Twitter.

## Architektura
Budynek został zaprojektowany głównie w stylu art deco z dodatkowymi elementami architektury Mayan Revival. Penthouse został później odnowiony w stylu międzynarodowym. Budynek został zaprojektowany przez firmę architektoniczną Capital Co. Architects, choć konserwatorzy zabytków nie są pewni, który konkretnie z architektów był zaangażowany w projekt. W swojej obecnej konfiguracji, po kilku gruntownych remontach i rozbudowach, ma układ w kształcie litery "L", z pierzejami wzdłuż ulic Market, Dziewiątej i Dziesiątej. Łącznie 11 pięter, ma powierzchnię około 93 000 m². Jest połączony z pobliskim budynkiem położonym przy tym samym bloku za pomocą łącznika.